# ルイーズ・エリザベート・ド・フランス
ルイーズ・エリザベート・ド・フランス （フランス語: Louise Élisabeth de France, 1727年8月14日 - 1759年12月6日）は、パルマ公フィリッポ1世（スペイン語名フェリペ）の妃。
イタリア語名ルイーザ・エリザベッタ・ディ・フランチア（Luisa Elisabetta di Francia）。

## 生涯
フランス王ルイ15世と王妃マリー・レクザンスカの長女として、ヴェルサイユで生まれた。双子の妹アンリエットがいる。誕生時から「マダム・プルミエール」（Madame Premiere）と呼ばれたが、父からはバベット（Babette）と呼ばれていた。1739年2月、父の従弟にあたるスペイン王子フェリペ（フェリペ5世と王妃イサベルの三男）との婚約が発表された。政治的・軍事的なカトリック勢力の結びつきを強める目的で、フランス・スペイン間の政略結婚は伝統となっていた。ルイーズ・エリザベートはヴェルサイユを出発し、同年10月、アルカラ・デ・エナーレスでフェリペと結婚した。
夫との結婚生活は不幸だった。スペイン宮廷は、フランス宮廷より儀礼的で厳格であり、ルイーズ・エリザベートは自分も義母イサベルに支配されていると感じた。彼女は人形遊びで一日の大半を過ごし、14歳で生んだ長女マリア・イザベラを甘やかした。ルイーズ・エリザベートは、自分の不幸な状況を手紙で父に伝えた。
フェリペの妹、マリア・テレサはルイーズ・エリザベートの弟ルイ・フェルディナン王太子の元へ1745年に嫁いでいった。両家の二重結婚も珍しいことではなかった。
1748年、ルイーズ・エリザベートはスペインから避難することができた。エクス・ラ・シャペル条約によりオーストリア継承戦争が終結し、マリア・テレジアは夫フランツの神聖ローマ皇帝位を認めさせる代わりに、パルマ・ピアチェンツァ・グアスタラの公位を仇敵フェリペ5世へ渡した。ルイ15世の介入により、パルマ公位はフェリペとルイーズ・エリザベートのものになった。1748年12月にルイーズ・エリザベートはパルマ経由でヴェルサイユを訪れ、父に感謝を伝えた。この滞在時に、ルイーズ・エリザベートは寵姫ポンパドール夫人を知った（ルイ15世の寵姫全てを嫌った弟妹たちとは違い、ポンパドール夫人に好感を持った）。1749年にパルマへ帰国すると、彼女はフランス宮廷の儀礼や料理を持ち込んだ。
1752年に、双子の妹アンリエットが亡くなったため、フランスを訪問し妹の墓のあるサンドニ修道院を詣でた。数週間の滞在のつもりだったが、結局1年あまりのヴェルサイユ滞在となった。
ルイーズ・エリザベートはマリア・テレジアと同盟し、長女マリア・イザベラをヨーゼフ大公（のちのヨーゼフ2世）へ嫁がせた。
1759年、ヴェルサイユ滞在中にルイーズ・エリザベートは天然痘に罹患し、10月に急死した。彼女はサン・ドニ修道院の妹アンリエットの隣に埋葬されたが、2人の墓はフランス革命の最中に荒らされた。

## 子女

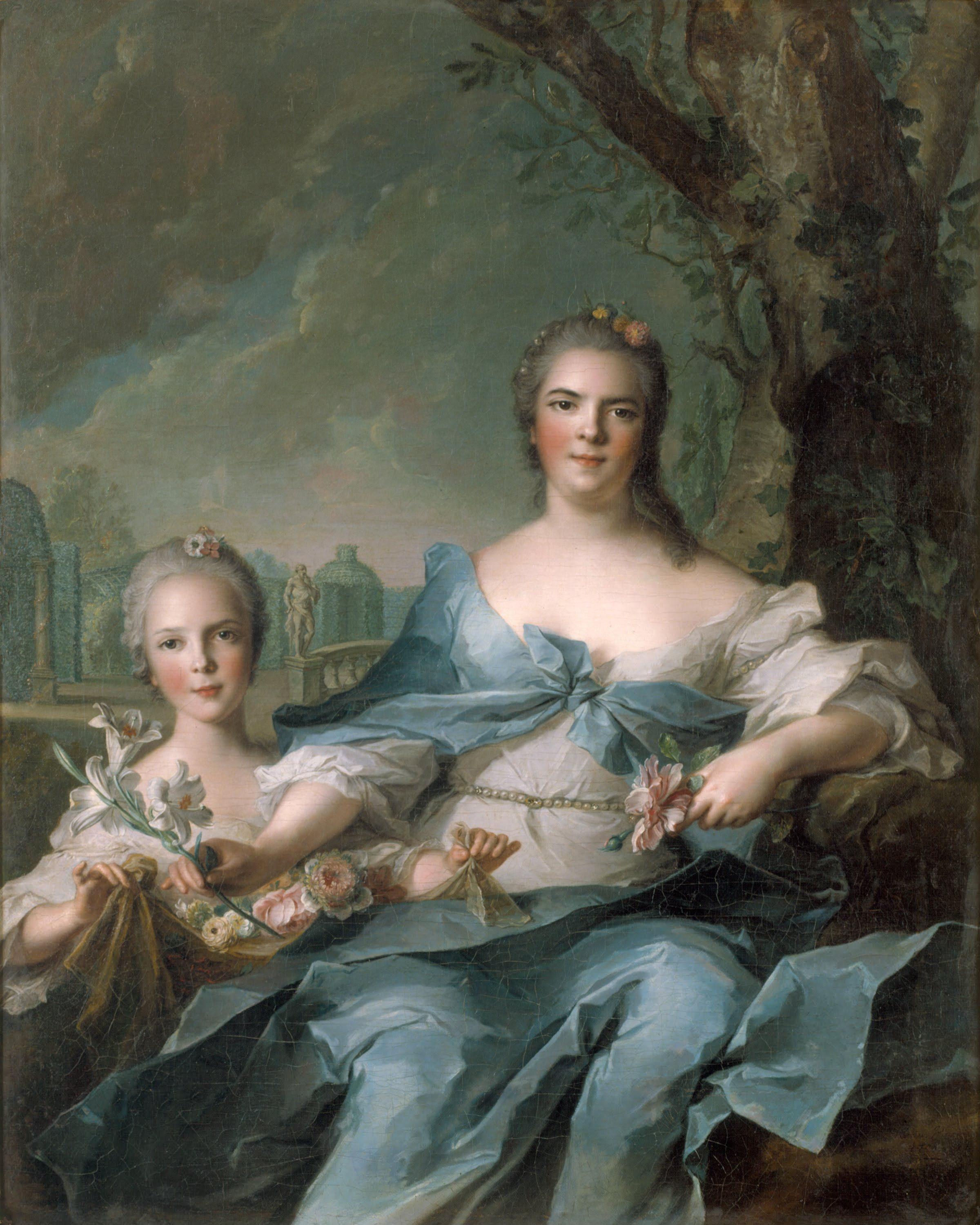
ルイーズ・エリザベートと娘・マリア・イザベラ

- マリア・イザベラ（1741年 - 1763年）　オーストリア大公ヨーゼフ妃
- フェルディナンド（1751年 - 1802年）　パルマ公、妃はヨーゼフの妹マリア・アマーリア
- マリア・ルイーザ（1751年 - 1819年）　スペイン王カルロス4世妃[2]